# Смирнов, Владимир Александрович (химик)

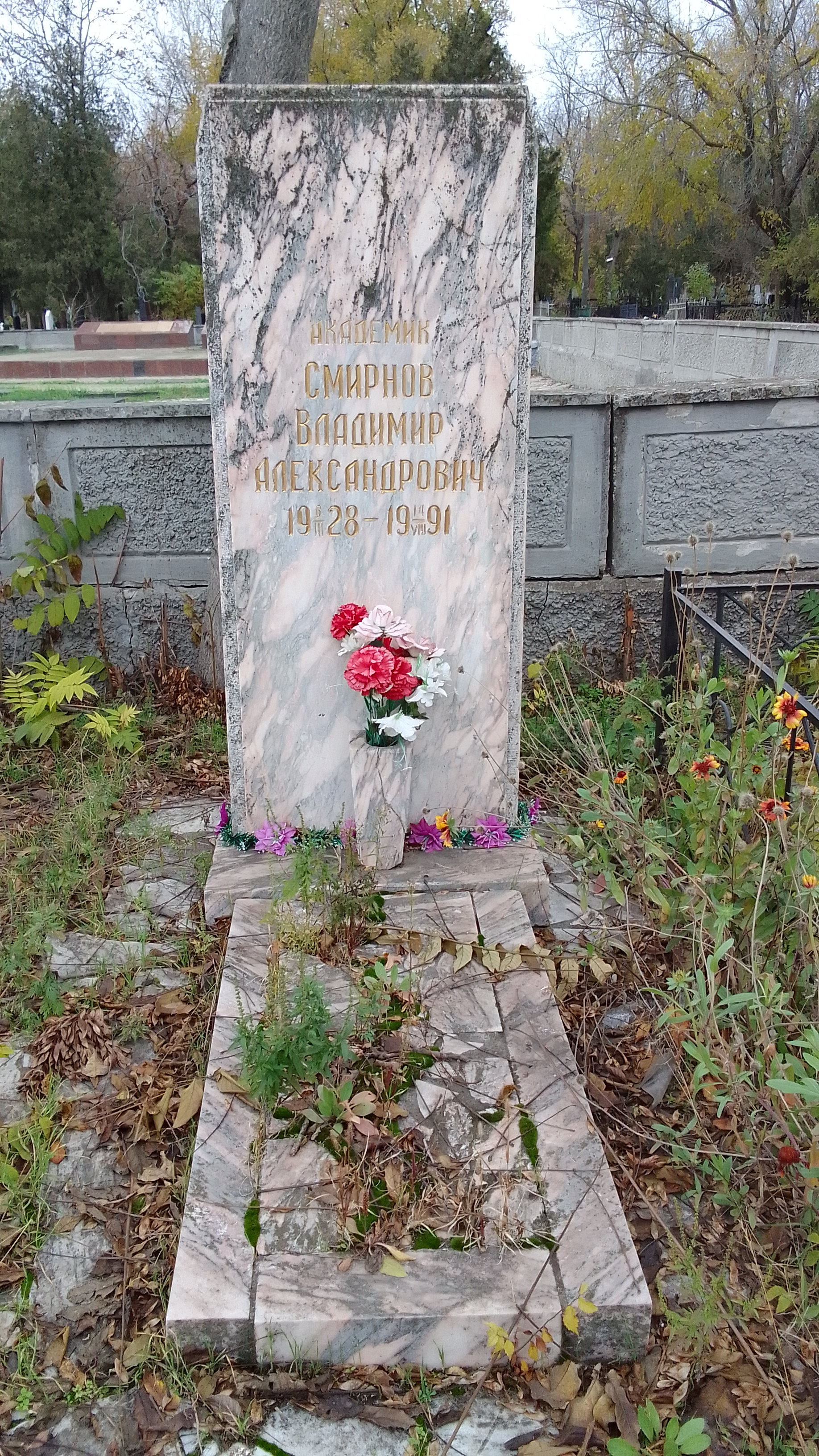
Памятник на могиле академика Смирнова Владимира Александровича

Влади́мир Алекса́ндрович Смирно́в (1928—1991) — советский учёный, профессор, доктор технических наук, почётный химик СССР, заслуженный деятель науки и техники РСФСР, ректор Новочеркасского политехнического института с 1974 по 1977 годы.

## Биография
Родился 6 марта 1928 года в Ростове-на-Дону.
Окончил среднюю школу в городе Новороссийске. В 1945 году поступил в Новочеркасский политехнический институт на химико-технологический факультет, который окончил с отличием в 1950 году. По распределению работал на заводе «Ока» в городе Дзержинске.
В 1951 году В. А. Смирнов поступил в аспирантуру НПИ. В 1953 году защитил кандидатскую диссертацию. С 1954 года был ассистентом кафедры физической химии, а с 1958 года – её доцентом. В 1966 году защитил докторскую диссертацию и в 1968 году получил звание профессора по специальности «Физическая химия». В 1970 году Смирнов был избран заведующим кафедрой технологии пластических масс. С 1974 по 1978 годы работал ректором НПИ.
В марте 1991 года В. А. Смирнов был избран действительным членом только что созданной Российской академии естественных наук (РАЕН), что стало заслуженным признанием вклада новочеркасского профессора в теоретические и прикладные исследования в области электрохимии органических и неорганических соединений, электрохимии полимеров и промышленной экологии.
Владимир Александрович Смирнов — автор более 400 научных публикаций, 7 монографий, две из которых переведены на английский язык и изданы в США. Ему принадлежат 94 авторских свидетельства и 5 патентов за рубежом. Под его руководством 40 человек защитили кандидатские диссертации.
Умер 14 августа 1991 года в Москве при проведении операции.

## награды
- В 1982 году Министерство химической промышленности СССР присвоило Смирнову звание «Заслуженный химик СССР».
- Удостоен нескольких медалей и диплома почета ВДНХ СССР.

## Память
На стене корпуса химико-технологического факультета ЮРГТУ (НПИ) укреплена мемориальная доска, текст которой в преддверии юбилея университета (2007 год) стал более объемным, чем ранее: «Здесь с 1945 по 1991 гг. учился и работал Смирнов Владимир Александрович, профессор, доктор технических наук, заслуженный деятель науки и техники РСФСР, почётный химик СССР, ректор НПИ с 1974 по 1977 гг., заведующий кафедрой „Физическая, коллоидная и органическая химия“. 1928—1991 гг.».

## Интересный факт
В 1982 году профессор В. А. Смирнов стал победителем конкурса на лучшее стихотворение, посвящённое 75-летию института.